# Rem als Jocs Olímpics d'estiu de 1952
Als Jocs Olímpics d'Estiu de 1952 celebrats a la ciutat de Hèlsinki (Finlàndia) es disputaren set proves de rem, totes elles en categoria masculina. La competició tingué lloc entre els dies 20 i 23 de juliol de 1952.

## Resum de medalles
| Prova                        | Or | Argent | Bronze |
| Scull individual Detalls     | Yuri Tyukalov | Mervyn Wood | Teodor Kocerka |
| Doble Scull Detalls          | ArgentinaTranquilo Cappozzo · Eduardo Guerrero | Unió SovièticaGeorgiy Zhylin · Ihor Yemchuk | UruguaiMiguel Seijas · Juan Rodríguez |
| Dos sense timoner Detalls    | Estats UnitsCharles Logg · Thomas Price | BèlgicaMichel Knuysen · Robert Baetens | SuïssaKurt Schmid · Hans Kalt |
| Dos amb timoner Detalls      | FrançaRaymond Salles · Gaston Mercier · Bernard Malivoire | AlemanyaHeinz Manchen · Helmut Heinhold · Helmut Noll | DinamarcaSvend Petersen · Poul Svendsen · Jørgen Frantzen |
| Quatre sense timoner Detalls | IugoslàviaDuje Bonačić · Velimir Valenta · Mate Trojanović · Petar Šegvić                                                                                         | FrançaPierre Blondiaux · Jacques Guissart · Marc Bouissou · Roger Gautier                                                                                                  | FinlàndiaVeikko Lommi · Kauko Wahlsten · Oiva Lommi · Lauri Nevalainen                                                                                              |
| Quatre amb timoner Detalls   | TxecoslovàquiaKarel Mejta · Jiří Havlis · Jan Jindra · Stanislav Lusk · Miroslav Koranda                                                                          | SuïssaEnrico Bianchi · Karl Weidmann · Heinrich Scheller · Emile Ess · Walter Leiser                                                                                       | Estats UnitsCarl Lovsted · Alvin Ulbrickson · Richard Wahlstrom · Matthew Leanderson · Albert Rossi                                                                 |
| Vuit amb timoner Detalls     | Estats UnitsFrank Shakespeare · William Fields · James Dunbar · Richard Murphy · Robert Detweiler · Henry Proctor · Wayne Frye · Edward Stevens · Charles Manring | Unió SovièticaYevgeny Brago · Vladimir Rodimushkin · Aleksei Komarov · Igor Borisov · Slava Amiragov · Leonid Gissen · Yevgeny Samsonov · Vladimir Kryukov · Igor Polyakov | AustràliaRobert Tinning · Ernest Chapman · Nimrod Greenwood · David Anderson · Geoffrey Williamson · Mervyn Finlay · Edward Pain · Phillip Cayzer · Thomas Chessell |

## Medaller
| Posició | País           | Or | Argent | Bronze | Total |
| 1       | Estats Units   | 2  | 0      | 1      | 3     |
| 2       | Unió Soviètica | 1  | 2      | 0      | 3     |
| 3       | França         | 1  | 1      | 0      | 2     |
| 4       | Argentina      | 1  | 0      | 0      | 1     |
| 4       | Iugoslàvia     | 1  | 0      | 0      | 1     |
| 4       | Txecoslovàquia | 1  | 0      | 0      | 1     |
| 7       | Austràlia      | 0  | 1      | 1      | 2     |
| 7       | Suïssa         | 0  | 1      | 1      | 2     |
| 9       | Alemanya       | 0  | 1      | 0      | 1     |
| 9       | Bèlgica        | 0  | 1      | 0      | 1     |
| 11      | Dinamarca      | 0  | 0      | 1      | 1     |
| 11      | Finlàndia      | 0  | 0      | 1      | 1     |
| 11      | Polònia        | 0  | 0      | 1      | 1     |
| 11      | Uruguai        | 0  | 0      | 1      | 1     |